# Fortschritt
Fortschritt est une entreprise fondée en 1951 en République démocratique allemande en 1951 et disparue en 1997. C'est l'une des sociétés du conglomérat IFA, spécialisée dans la production de matériel agricole.

## Historique
La société est fondée en 1951 de la fusion de cinq entreprises privées, auxquelles s'ajoutent progressivement d'autres structures. Son siège se trouve à Neustadt in Sachsen. En 1982, elle compte 73 sites de production et 70 000 salariés.
En 1997, l'Américain Case IH reprend Fortschritt, mais la marque disparaît très rapidement,. À cette date, la société s'est déjà recentrée sur la production de matériels de fenaison.
Depuis 2016, l'entreprise chinoise Fortschritt Agritech Ltd. opère sous le nom de Fortschritt et détient les droits de fabrication, de commercialisation et de vente de la marque Fortschritt. Elle produit des presses à balles, des remorques basculantes et des andaineuses.

## Présentation et activités

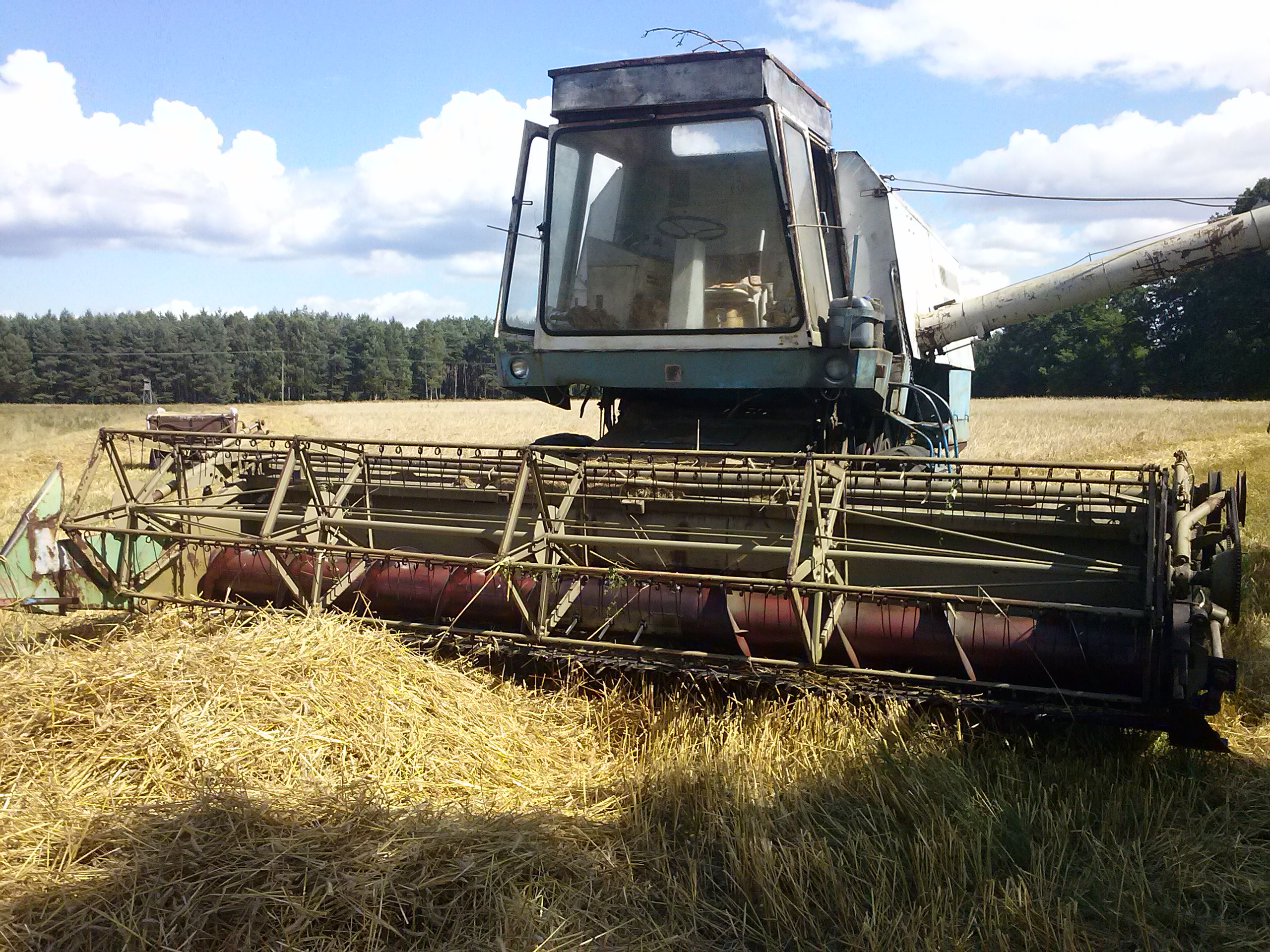
Moissonneuse batteuse E 512.
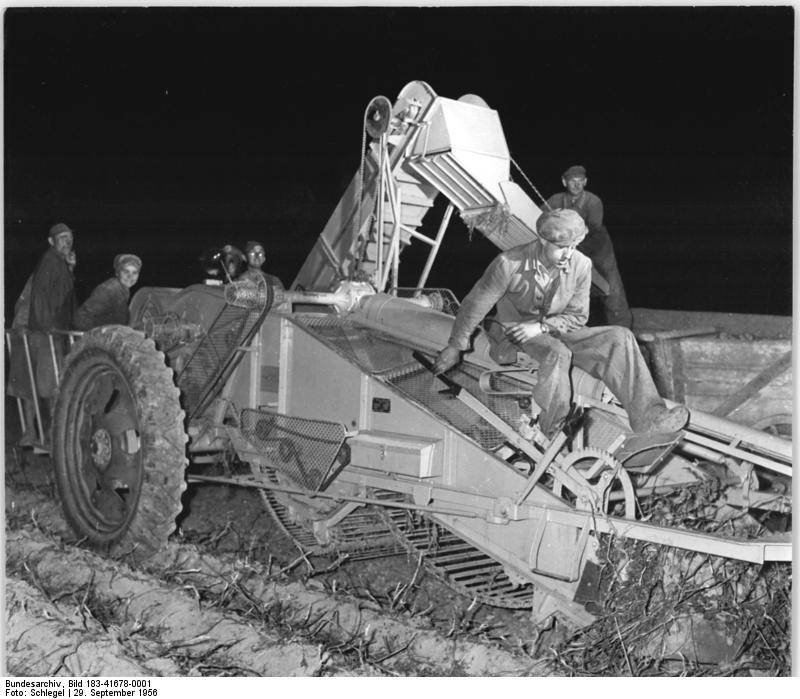
Arracheuse de pommes de terre.
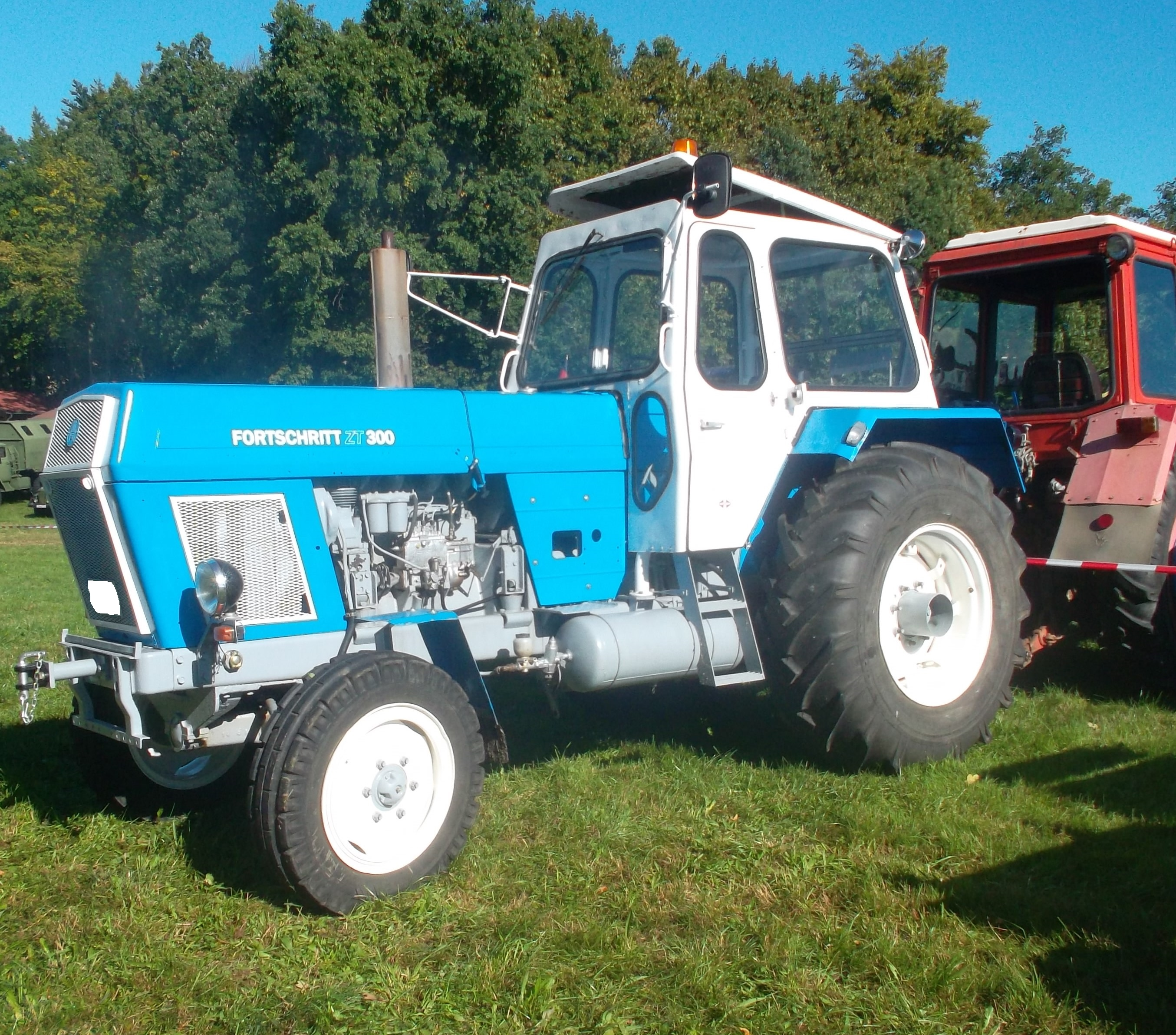
Tracteur ZT 300.
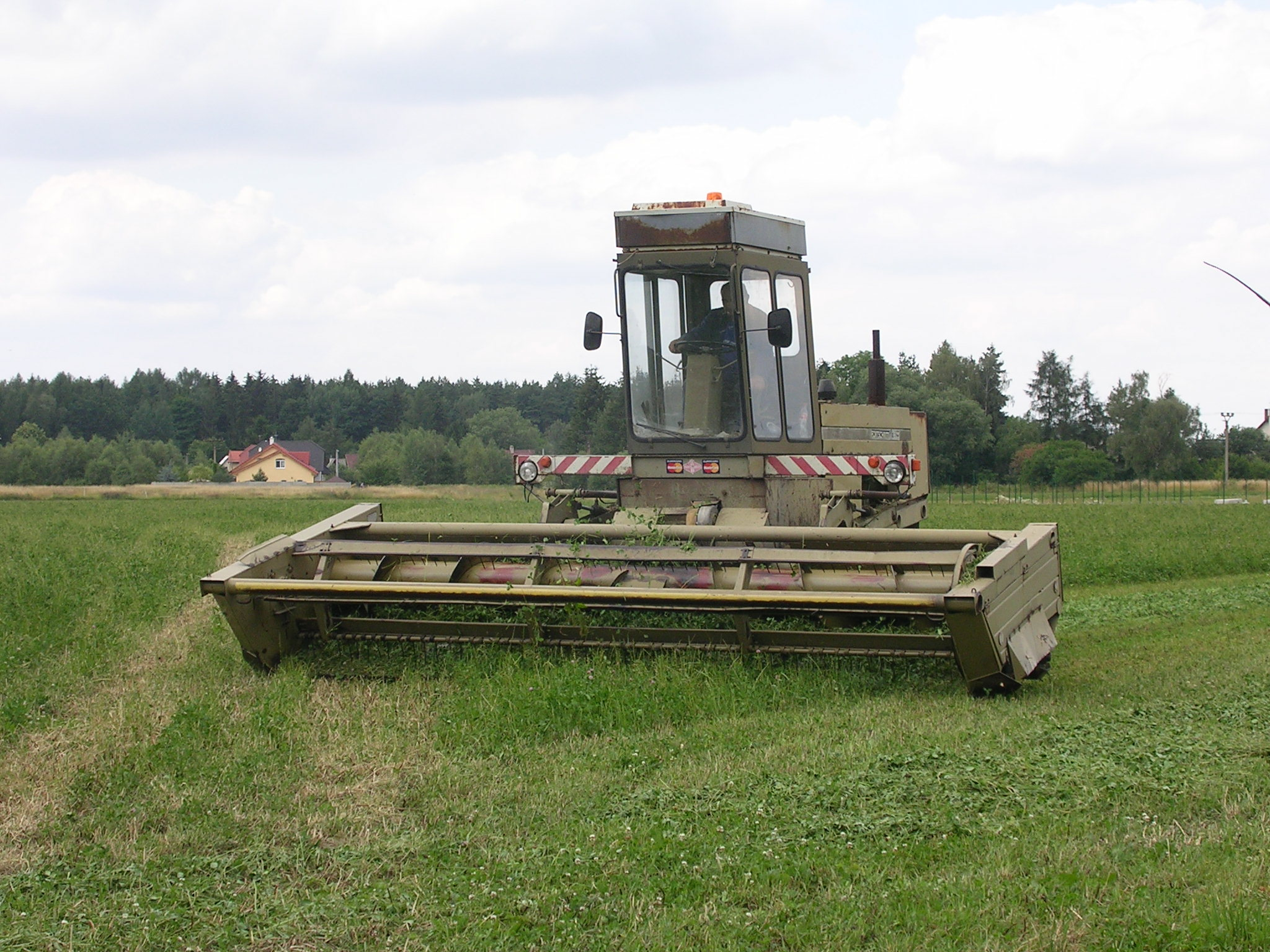
faucheuse E 303.
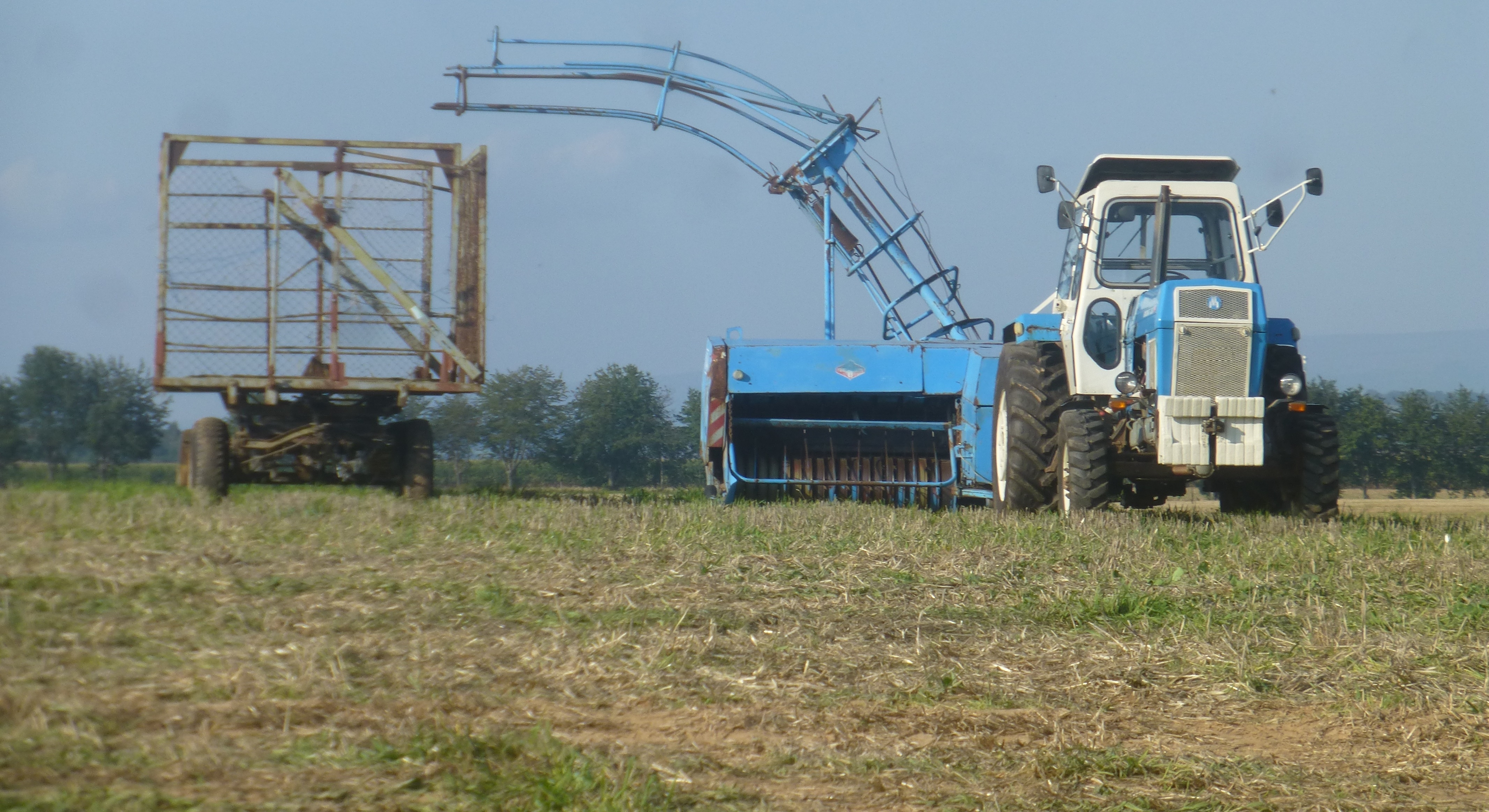
Presse à balles K 453.